# رچت و کلنک: شکاف جدا
رچت و کلنک: شکاف جدا (انگلیسی: Ratchet & Clank: Rift Apart) یک بازی ویدئویی در سبک تیراندازی سوم شخص و سکوبازی است که توسط اینسامنیاک گیمز توسعه یافته و به‌وسیلهٔ سونی اینتراکتیو انترتینمنت و در ۱۱ ژوئن سال ۲۰۲۱ برای کنسول پلی‌استیشن ۵ منتشر شد. این بازی نهمین قسمت اصلی از مجموعه بازی‌های رچت و کلنک و دنبالهٔ رچت و کلنک: به درون پیوند به‌شمار می‌رود. نسخه‌ای سازگار شده از این بازی توسط نیکسس سافت‌ور در ۲۶ ژوئیه ۲۰۱۳، برای مایکروسافت ویندوز عرضه شد.